# Municipio de Jackson (condado de Wells)
El municipio de Jackson (en inglés: Jackson Township) es un municipio ubicado en el condado de Wells en el estado estadounidense de Indiana. En el año 2010 tenía una población de 837 habitantes y una densidad poblacional de 8,98 personas por km².

## Geografía
El municipio de Jackson se encuentra ubicado en las coordenadas 40°37′4″N 85°22′53″O / 40.61778, -85.38139. Según la Oficina del Censo de los Estados Unidos, el municipio tiene una superficie total de 93.17 km², de la cual 92,36 km² corresponden a tierra firme y (0,87 %) 0,81 km² es agua.

## Demografía
Según el censo de 2010, había 837 personas residiendo en el municipio de Jackson. La densidad de población era de 8,98 hab./km². De los 837 habitantes, el municipio de Jackson estaba compuesto por el 98,92 % blancos, el 0,12 % eran amerindios, el 0,12 % eran asiáticos, el 0,48 % eran de otras razas y el 0,36 % eran de una mezcla de razas. Del total de la población el 1,91 % eran hispanos o latinos de cualquier raza.